# Laptot

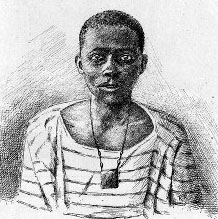
« Laptot sarakhollais » (1890)

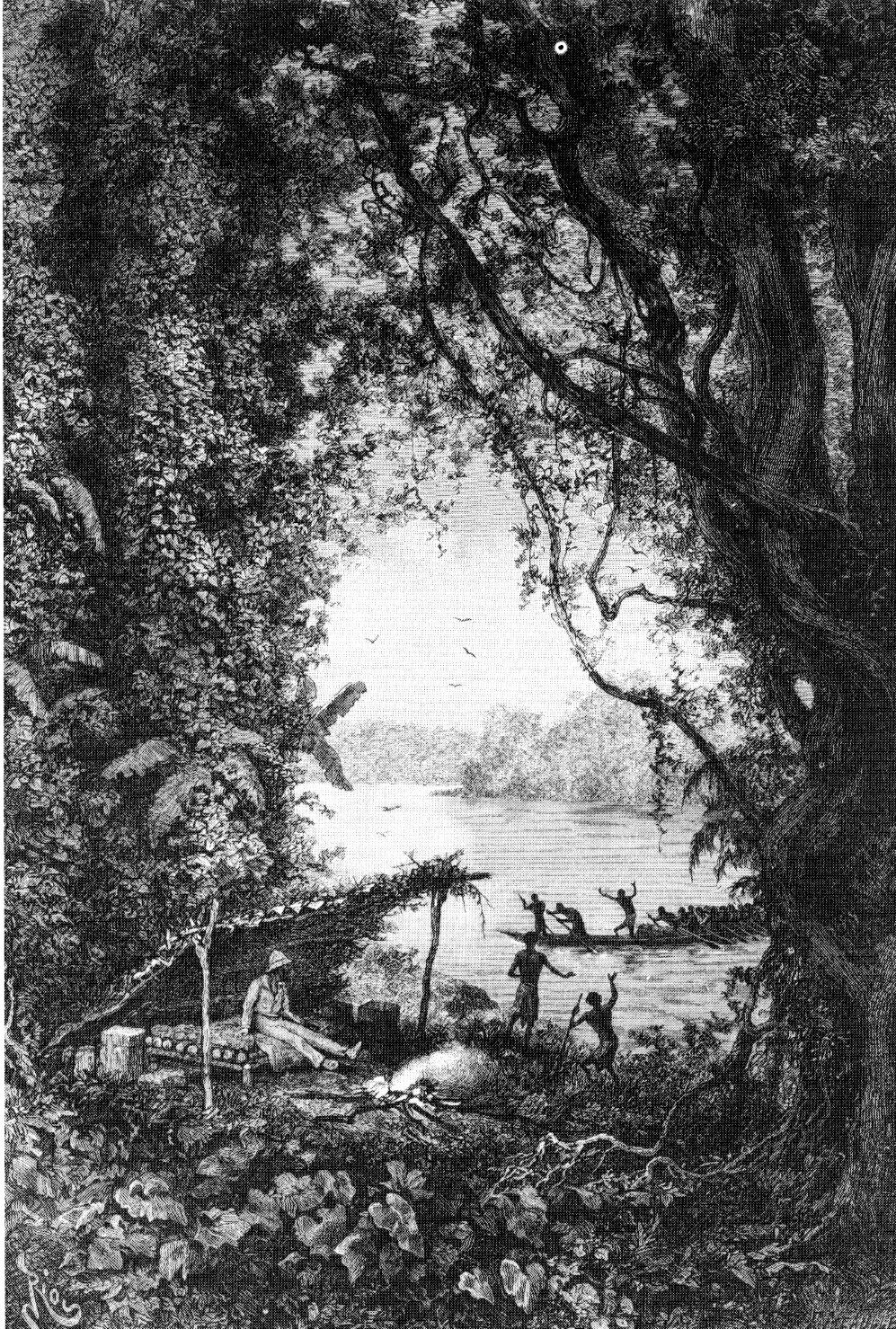
Savorgnan de Brazza et ses « braves laptots » (1887)

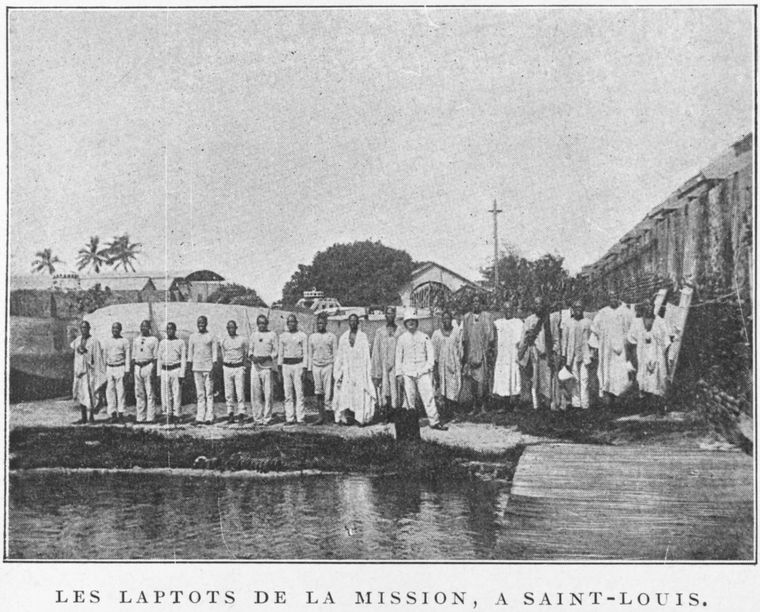
Les laptots de la mission, à Saint-Louis (1898)

Un laptot était un matelot indigène, parfois piroguier, porteur ou docker, à l'ère de la colonisation française, principalement sur le fleuve Sénégal ou le long de la côte sénégalaise, mais également sur le fleuve Niger ou encore dans d'autres ports africains.
Les laptots ont parfois été employés comme auxiliaires militaires ou comme miliciens privés au service des commerçants. 

## Étymologie
L'origine du mot – attesté en 1754 – reste incertaine. Il pourrait s'agir d'un terme wolof (làppatoo, lapto), si l'on en croit un Dictionnaire wolof-français de 1825 qui propose cette définition : « Laptot : matelot, homme qui sert à la manœuvre d'un vaisseau ».

## Histoire
Au Sénégal la plupart des laptots habitaient Gorée, Saint-Louis, ou des villages avoisinants, tels que Gandiol. Mais d'autres venaient de comptoirs européens plus éloignés, par exemple de Sierra Leone.
Il pouvait s'agir d'esclaves ou d'hommes libres. Les esclaves amélioraient un peu leur sort grâce au commerce qu'ils étaient autorisés à pratiquer à leur compte pendant le voyage. Les hommes libres le pouvaient aussi, mais ils espéraient surtout devenir traitants ou posséder leur propre embarcation.
Ils étaient le plus souvent Wolofs ou Soninkés.